# توماس شابكوت
توماس ويليام شابكوت (بالإنجليزية: Thomas Shapcott)‏ شاعر وكاتب روايات وقصص قصيرة ومسرحيات ومعلم أسترالي.

## سيرته
ولد توماس ويليام شابكوت في 21 مارس 1935 في إبسويتش في ولاية كوينزلاند، أستراليا. ترك المدرسة وهو في الخامسة عشرة والتحق بالعمل في مكتب المحاسبة عند والده. حصل على درجة في المحاسبة في سنة 1961. تخرج من جامعة كوينزلاند حائزاً شهادة في الفنون.
اهتم بالتأليف الموسيقي وألف عدداً من المقطوعات، لكنه ترك التأليف بعد أن اكتشف أنه سرق إحدى مؤلفاته دون قصد من مؤلفات إرنست بلوخ. عمل محاسب ضرائب، وبقي في هذه المهنة 27 سنة.
شغل منصب مدير لجنة الآداب في مجلس أستراليا للفنون لمدة سبع سنوات، ومنصب المدير التنفيذي لمجلس الكتاب الوطني (1992-1997)، كما درّس الكتابة الإبداعية في جامعة أديليد.
له 15 مجموعة شعرية و6 روايات.
حصل على عدد من الجوائز الأدبية.